# Большое Петрово (Спировский район)
Большое Петрово — деревня в Спировском районе Тверской области.

## География
Находится в центральной части Тверской области на расстоянии приблизительно 13 км на северо-восток по прямой от районного центра поселка Спирово.

## История
Деревня была отмечена как Петрова ещё на карте 1825 года. В 1859 году здесь (деревня Большое или Петрово Вышневолоцкого уезда) было учтено 30 дворов. До 2021 года входила в состав Пеньковского сельского поселения Спировского района до его упразднения.

## Население
Численность населения: 195 человек (1859 год), 17 (русские 100 %) в 2002 году, 18 в 2010.